# Việt Nam tại Thế vận hội Mùa hè 2004
Tại Thế vận hội Mùa hè 2004 diễn ra ở Athens, Hy Lạp đoàn Việt Nam tham dự với 11 vận động viên tranh tài ở 8 môn thi đấu. Tại kỳ Thế vận hội này đoàn Việt Nam không đoạt được huy chương nào.

## Điền kinh
Nội dung 800m nam:
- Lê Văn Dương, thành tích: 1 phút 49 giây 81 (lập Kỷ lục Quốc gia), xếp thứ 64/79 vđv

Nội dung:
- Bùi Thị Nhung, thành tích: 1,8 mét, xếp thứ 33/34 vđv

## Đua Canô
Nội dung K-1 500 mét nữ:
- Đoàn Thị Cách, thành tích: vào bán kết

## Chèo thuyền
Nội dung Lightweight double sculls:
- Phạm Thị Hiền, Nguyễn Thị Thị, thành tích hạng 18/18 đội

## Bắn súng
Nội dung súng ngắn hơi 10m nam:
- Nguyễn Mạnh Tường, thành tích: 568 điểm, xếp thứ 41/47 vđv

## Bơi
Nội dung 100m ếch nam:
- Nguyễn Hữu Việt, thành tích: 1 phút 07 giây 52, xếp thứ 52/60 vđv

## Bóng bàn
Nội dung đơn nam:
- Đoàn Kiến Quốc, thành tích: vòng 1

## Taekwondo
Nội dung dưới 58kg nam:
- Nguyễn Quốc Huân, thành tích: hạng 5/16 vđv

Nội dung trên 80kg nam:
- Nguyễn Văn Hùng, thành tích: vào tứ kết

## Cử tạ
Nội dung 58-63kg nữ:
- Nguyễn Thị Thiết, thành tích: 205,0 kg, xếp thứ 6/9 vđv